# The Corporation (luta profissional)
The Corporation foi uma stable que atuou na World Wrestling Federation (WWF) no final dos anos 90.

## História
O grupo foi reunido e liderado pelo presidente da WWF Vince McMahon, em uma tentativa de garantir o controle da WWF e "esmagar os rebeldes" que foram surgindo no cenário da empresa (como D-Generation X , Mankind e Stone Cold Steve Austin). Anteriormente, McMahon começou a cercar-se de uma comitiva composta por ele mesmo, The Stooges Empresarials (Gerald Brisco e Pat Patterson), Comissário Slaughter e seu segurança pessoal Big BossMan, para ajudá-lo a acabar com as ações rebeldes de Stone Cold Steve Austin, que de acordo com Vince, não estava agindo da maneira que um campeão mundial deveria agir. Para manter a gimmick "corporate", os membros da Corporation adotaram modificações em suas características individuais: por exemplo, The Rock, "The People's Champion", ficou conhecido como "The Corporate Champion", durante a sua permanência no grupo. O grupo posteriormente tornou-se o mais dominante na empresa até o final de 1998, com os membros corporativos The Rock, Ken Shamrock, e The Big Boss Man, assegurando o WWF Championship, o WWF Intercontinental Championship e o Hardcore Championship, respectivamente, além do fato de que Shamrock e BossMan foram tag team champions.
A Corporation foi oficialmente criada em 16 de novembro de 1998, quando Shane e Vince McMahon, juntamente com Big Boss Man (nomeado segurança corporativo do grupo), Comissário Slaughter, Pat Patterson e Gerald Brisco, uniram forças com The Rock, que era da proclamado como "a jóia da coroa", que com a ajuda da Corporation, ganhou o WWF Championship no Survivor Series, e conseguiu mante-lo por três vezes seguidas enquanto parte do grupo.
O grupo começou a atacar o resto do plantel da WWF, bem como, livremente, usava seus golpes políticos e agenda corporativa para impor a sua autoridade sobre outros lutadores. Além de Stone Cold Steve Austin, que era o principal adversário da facção, um popular grupo de rebeldes conhecidos como D-Generation X constantemente se intrometiam nos planos da Corporation, que eram liderados por Triple H, que freqüentemente desafiava The Rock pelo WWF Championship, embora muitas vezes perdesse devido à interferências da Corporation. No entanto, a stable atacava frequentemente Mankind, que ainda estava amargurado com Vince McMahon, por este ter feito ele perder o WWF Championship para The Rock no Survivor Series, por ter tocado o sino quando The Rock o havia submetido em um Sharpshooter, apesar de Mankind não ter dado tap out, recriando o Montreal Screwjob.

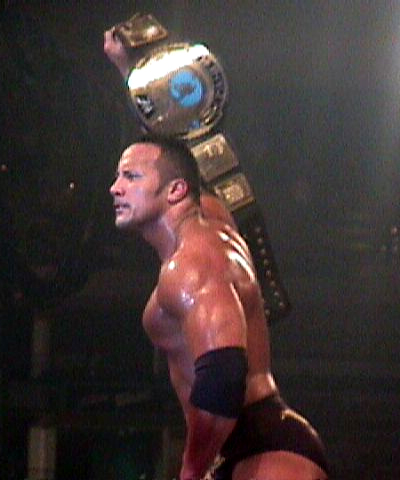
The Rock como WWF Champion enquanto membro da The Corporation.

Embora o grupo permanecesse no topo da federação em 1999, os membros começaram a diminuir ao longo do tempo. O então comissário Shawn Michaels foi o primeiro, depois de ser atacado ferozmente pelo grupo em um estacionamento, uma vez que ficou claro que ele começou a tomar decisões que não atendiam a seus interesses (Michaels foi substituído por Sgt. Slaughter, agora comissário Slaughter). A filiação de Kane era instável desde o início, pois os McMahons ameaçaram mandá-lo de volta para um sanatório se ele não cooperasse. Quando a Corporation entrou em uma rivalidade com o Ministry of Darkness, Mr. McMahon foi expulso, e sua posição como líder foi usurpada por Shane, que justificou suas ações, como apontar que Vince não se importava mais com a empresa, e sim apenas com sua irmã Stephanie McMahon, que era a chave que The Undertaker almejava para assumir a WWF (e, assim, ameaçar o poder da Corporation). Brisco & Patterson foram expulsos na mesma noite, com Shane afirmando que não havia espaço na Corporation para os mais experientes, e posteriormente, substituiu-os com a Mean Street Posse. Ken Shamrock foi expulso logo depois, quando ele mostrou mais lealdade para com sua irmã Ryan, que também estava sendo torturada por Undertaker. Test abandonou a equipe em seguida, afirmando que ele sentia que a Corporation não estava mais usando as suas capacidades completas. Finalmente, The Rock foi expulso depois de não conseguir conquistar o WWF Championship de Stone Cold Steve Austin no Backlash. Devido ao comportamento demasiadamente autoritário e excêntrico de Shane, os membros restantes da Corporation o atacaram e ali praticamente acabaram com o grupo.
Com o número de integrantes severamente reduzido, posteriormente a Corporation se fundiu com o Ministry of Darkness para criar o Corporate Ministry (revelando assim que a perda de membros da Corporation foi um processo de eliminação, separando membros leais dos que seriam problemáticos). Não muito tempo depois disso, o Corporate Ministry desmorona quando Vince McMahon perdeu para Steve Austin em uma luta válida pelo WWF Championship, em uma First blood match e com isso, a Corporation foi oficialmente terminada.
Obs: A storyline não seguiu adiante devido a uma lesão legítima sofrida por Undertaker.
Mais tarde, em 2000, o resto da Corporation (Shane e Vince McMahon, e os "Stooges") aliaram-se com a D-Generation X, criando a McMahon-Helmsley Faction. Apesar de ser considerado um grupo diferente, seus objetivos e formato eram praticamente idênticos à remanescente Corporation.

## Membros
- Vince McMahon (1998-1999) (Líder)
- Shane McMahon (1998-1999) (2 º Líder)
- Big Bossman (1998-1999)
- Chyna (1999)
- Triple H (1999)
- Joey Abs (1999)
- Pete Gás (1999)
- Rodney Leinhardt (1999)
- The Big Show (1999)
- Ken Shamrock (1998-1999)
- The Rock (1998-1999)
- Test (1998-1999)
- Kane (1999)
- Shawn Michaels (1998)
- Sgt. Slaughter (1998)
- Pat Patterson (1998-1999)
- Gerald Brisco (1998-1999)

## No Wrestling
- Finishers
  - Rock Botton (The Rock)
  - Corporate's Elbow (The Rock/Shane McMahon)
- Temas de entrada
  - No Chance in Hell, realizada por Peter Bursuker e composta por Jim Johnston;
  - Corporate Ministry de Peter Bursuker;
  - Corporate Ministry de Peter Bursuker (com frases de Shane).

## Títulos
- WWF Championship - 3 vezes (The Rock)
- WWF European Championship - 1 vez (Shane McMahon)
- WWF Hardcore Championship - 1 vez (Big Boss Man)
- WWF Intercontinental Championship - 1 vez (Ken Shamrock)
- WWF Tag Team Championship - 1 vez (Big Boss Man e Ken Shamrock)